# إم. س. ريتشاردز
إم. س. ريتشاردز (بالإنجليزية: M. C. Richards)‏ (13 يوليو 1916 - 2009)؛ كاتِبة وشاعرة أمريكية.

## روابط خارجية
- إم. س. ريتشاردز على موقع ميوزك برينز (الإنجليزية)